# Vincent Richards
Vincent Richards (Yonkers, 20 maart 1903 – New York, 28 september 1959) was een Amerikaans tennisspeler.
Richards grootste succes behaalde hij op de Olympische Zomerspelen 1924 in Parijs.
Tijdens deze spelen won Richards het enkelspel en samen met Francis Hunter het dubbelspel, in het gemengd dubbelspel bereikte Richards met Marion Jessup de finale, maar deze verloren zij van hun landgenoten Hazel Hotchkiss-Wightman en Richard Norris Williams.
Na de spelen van Olympische Zomerspelen 1924 werd tennis van het Olympische programma gehaald.
Op de Grandslamtoernooien haalde Richards vooral succes in het dubbelspel, hij won zeven toernooien in het herendubbel en won tweemaal het gemengd dubbel op de US Championships. Richards won met het Amerikaanse team de International Lawn Tennis Challenge in 1922, 1924,1925 en 1926.
In 1927 werd Richards professional, hij won viermaal het U.S. Pro Tennis Championships.
Na zijn tenniscarrière is Richards gaan werken voor Dunlop Tyres